# Battaglia di Luni (1016)
Con battaglia di Luni del 1016 si fa riferimento a una battaglia tra un'alleanza pisano-genovese e i saraceni capitanati dal califfo Mujāhid al-ʿĀmirī, che conquistarono la città in seguito a un'incursione.  
Luni,  antica colonia romana, nonostante le predazioni barbariche subite dopo la fine dell’impero romano, era ancora una città relativamente fiorente in alto medioevo, ma a partire dal IX secolo, come tutte le città costiere italiane, anch'essa si trovò esposta alle scorrerie saracene. Nella prima metà dell’anno 1016 la città fu conquistata da Mujahid che vi si abbandonò ad ogni violenza e devastazione. Nello stesso anno, sollecitata da papa Benedetto VIII, fu stretta un’alleanza tra la repubblica di Pisa e quella di Genova per eliminare Mujahid e il pericolo che le flotte saracene comportavano per le popolazioni cristiane ed i commerci.. 
Le forze papali via terra, insieme alle flotte genovesi e pisane a chiudere la via del mare, nel maggio 1016 affrontarono le forze musulmane; lo scontro fu durissimo e continuò per alcuni giorni fino alla completa vittoria. Mujahid riuscì a fuggire e a rifugiarsi in Sardegna, dove fu definitivamente affrontato e sconfitto dalle forze alleate pisane e genovesi. Questa vittoria comportò la conseguenza di una notevole riduzione del pericolo saraceno sulle coste tirreniche e sui traffici navali e quindi la rinascita economica delle comunità rivierasche.